# Carthamus eriocephalus
Carthamus eriocephalus là một loài thực vật có hoa trong họ Cúc. Loài này được (Boiss.) Greuter mô tả khoa học đầu tiên năm 2003.